# Guillermo Blanche Espejo
 (octobre 2018).
Si vous disposez d'ouvrages ou d'articles de référence ou si vous connaissez des sites web de qualité traitant du thème abordé ici, merci de compléter l'article en donnant les références utiles à sa vérifiabilité et en les liant à la section « Notes et références ».
Guillermo Blanche Espejo (né le 6 juin 1879 à La Serena et mort le 10 juin 1970 à Santiago) est un homme politique chilien, président de la république par intérim du 13 septembre 1932 au 2 octobre 1932.